# First Direct Arena
La First Direct Arena (formellement connu sous le nom Leeds Arena) est une salle omnisports avec une capacité de 13 500 personnes à  Leeds, dans le West Yorkshire au Royaume-Uni.
La salle à officiellement ouvert ses portes le 4 septembre 2013 avec le chanteur Elton John qui a joué devant 12 000 personnes. Bruce Springsteen avait auparavant fait le premier concert le 24 juillet 2013, avec 13 000 spectateurs. La saison d'ouverture en 2013 comprenait notamment les concerts de Kaiser Chiefs, Rod Stewart et Depeche Mode.
Le bâtiment a été nommé à la fois à la Carbuncle Cup de 2014 pour le bâtiment le plus laid de l'année et comme l'un des meilleurs bâtiments d’Angleterre.

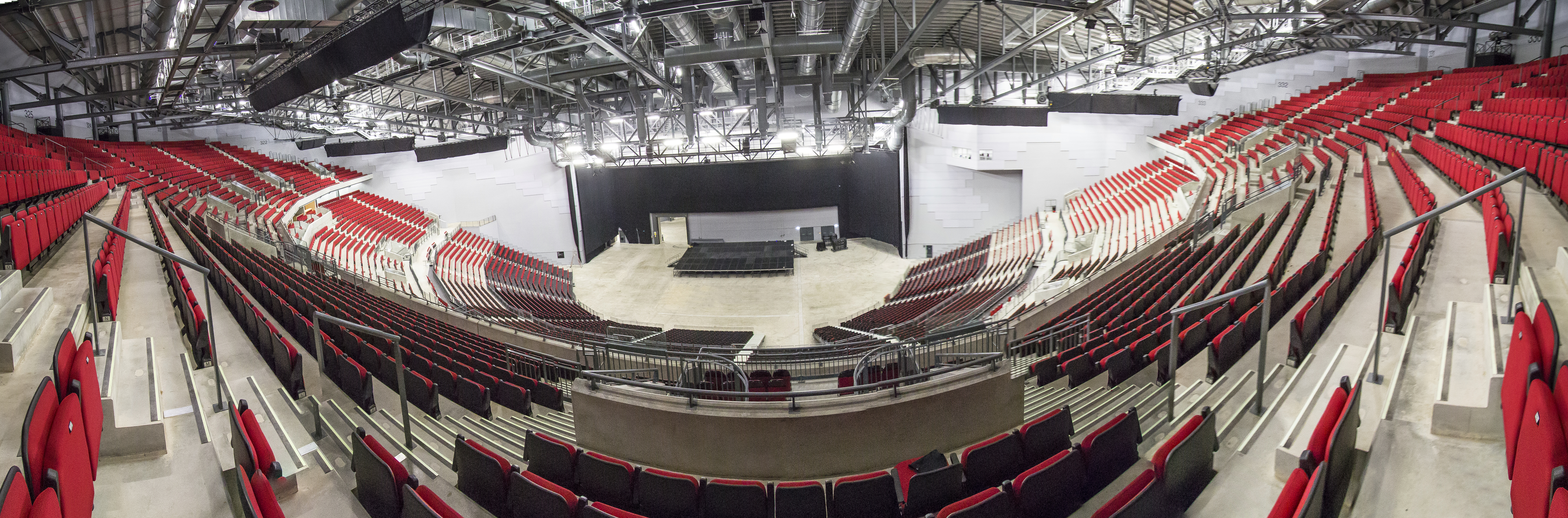
Intérieur de l'arena, quelques jours avant l'ouverture officielle.